# Stygarctus ayatori
Espèce
Stygarctus ayatori est une espèce de tardigrades de la famille des Stygarctidae. 

## Distribution
Cette espèce est endémique de Honshū au Japon. Elle a été découverte sur une plage d'Okinoshima dans la péninsule de Bōsō dans la préfecture de Chiba.

## Publication originale
- Fujimoto, 2014 : A new Stygarctus (Arthrotardigrada: Stygarctidae) from Japan, with entangled seminal receptacle ducts. Zootaxa, no 3784 (2), p. 187–195.